# ارنی کوپلند
ارنی کوپلند (انگلیسی: Ernie Copland; ۱۴ اکتبر ۱۹۲۳ – دسامبر ۱۹۷۱) بازیکن فوتبال اهل اسکاتلند بود.
از باشگاه‌هایی که در آن بازی کرده‌است می‌توان به باشگاه فوتبال ریت روورز و باشگاه فوتبال داندی اشاره کرد.